# Michel Petrucciani
Michel Antoine Petrucciani (Orange, 28 dicembre 1962 – New York, 6 gennaio 1999) è stato un pianista francese, fra i più apprezzati di tutti i tempi nel genere jazz.

## Biografia
Come si può desumere dal cognome, Michel aveva origini italiane (il nonno era napoletano). Il padre Antoine, meglio conosciuto come Tony, era un rinomato chitarrista jazz. Michel imparò fin da bambino a suonare la batteria e il pianoforte, dedicandosi prima allo studio della musica classica e poi al jazz, nutrendosi della collezione del padre. Si esibì in pubblico per la prima volta all'età di 13 anni e la sua carriera professionale prese avvio già all'età di 15 anni, quando ebbe l'occasione di suonare col batterista Kenny Clarke (con cui registrò il suo primo album a Parigi).
Dopo un tour francese col sassofonista Lee Konitz, nel 1981 si trasferì a Big Sur, in California, dove venne scoperto dal sassofonista Charles Lloyd, che lo fece membro del suo quartetto per tre anni. Quest'ultima collaborazione gli fece guadagnare il prestigioso Prix d'Excellence. Le sue straordinarie doti musicali e umane gli permisero di lavorare anche con Dizzy Gillespie, Jim Hall, Wayne Shorter, Palle Daniellson, Eliot Zigmund, Eddie Gomez e Steve Gadd. Tra i numerosi riconoscimenti che Michel ha ricevuto durante la sua breve carriera, si possono ricordare: l'ambitissimo Django Reinhardt Award e la nomina di "miglior musicista jazz europeo" (da parte del Ministero della Cultura Italiano). Nel 1997 a Bologna, si esibì alla presenza di papa Giovanni Paolo II, in occasione del Congresso Eucaristico.

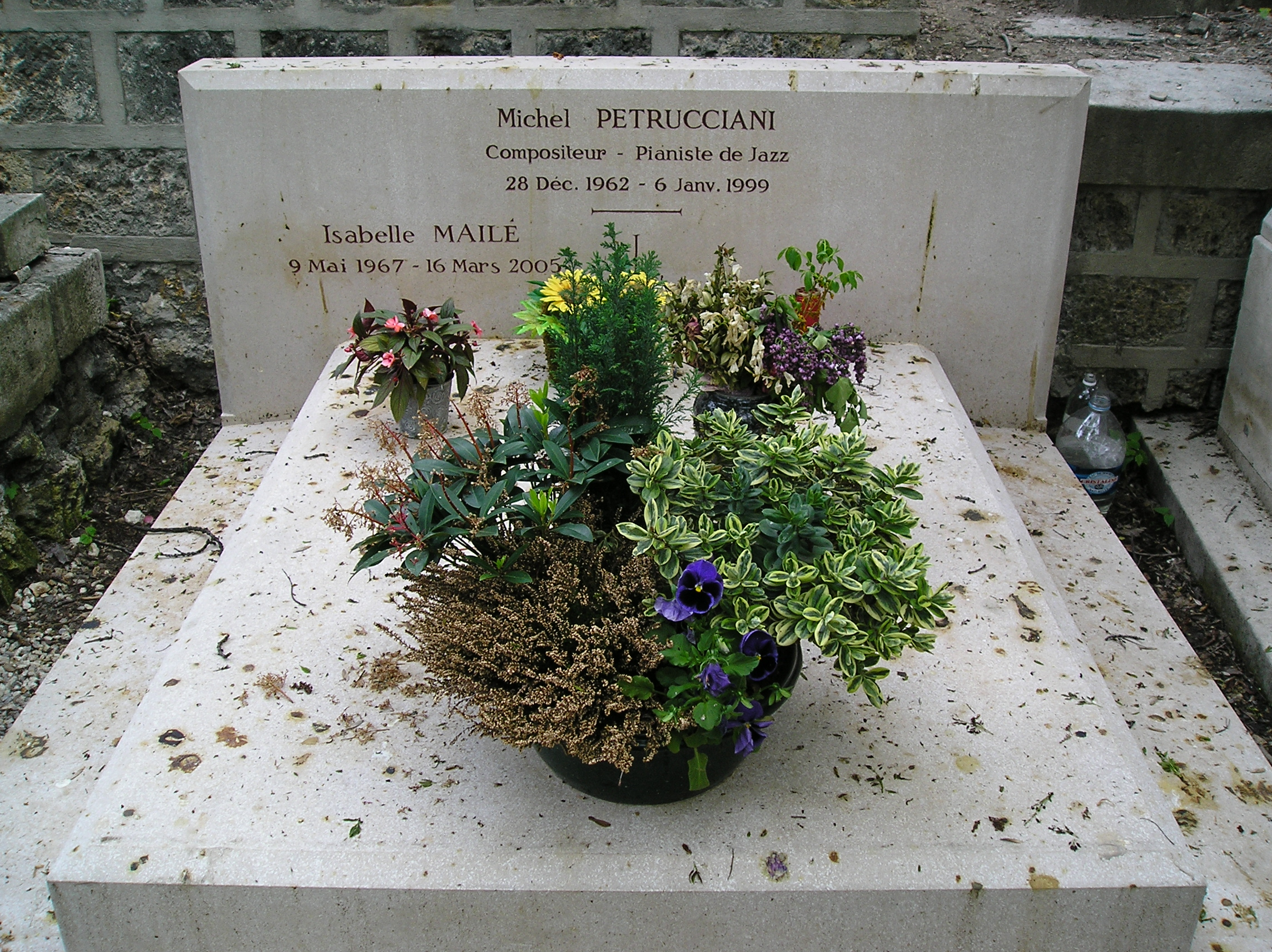
La tomba di Petrucciani al cimitero di Père-Lachaise

Colpito già alla nascita dall'osteogenesi imperfetta (malattia genetica anche nota come "Sindrome delle ossa di cristallo", che non gli permise di superare l'altezza di 102 cm), Petrucciani considerava tale disagio fisico come un vantaggio, che gli permise in gioventù di dedicarsi completamente alla musica tralasciando altre "distrazioni". La malattia lo costringeva a ricorrere ad un particolare oggetto realizzato dal padre e consistente in un parallelogramma articolato per raggiungere i pedali del pianoforte, che fu tuttavia poi sostituito da una versione particolare della pedaliera standard realizzata per lui dalla Steinway & Sons all'inizio degli anni 90, che gli permise, tra l'altro, di cominciare a utilizzare il pedale centrale (mentre l'apparecchio costruito dal padre permetteva di comandare solo il pedale di risonanza e "una corda").
Sul fronte personale ebbe cinque relazioni significative, con donne che lui chiamava "mogli" anche senza averle sposate. Anche il suo matrimonio con la pianista italiana Gilda Buttà finì con un divorzio. Nel maggio 1990 ebbe un figlio, Alexandre, avuto dalla canadese Marie-Laure Roperch, che ereditò la sua malattia. Morì a New York il 6 gennaio 1999 in seguito a gravi complicazioni polmonari; è sepolto al cimitero parigino di Père-Lachaise, accanto alla tomba di Fryderyk Chopin.

## Memoria
Nel 2011 l'inglese Michael Radford gli ha dedicato il documentario Michel Petrucciani - Body & Soul (ISBN 978-88-07-74079-4).
Nel 2019 il figlio Alexandre Petrucciani e il figliastro Rachid Roperch (entrambi nati da Marie Laure Roperch, compagna di Michel tra la fine degli anni '80 e l'inizio dei '90, Rachid da precedente relazione), danno avvio in qualità di produttori e protagonisti alla realizzazione di Hidden Joy: a Fragile Journey, documentario che ripercorre la storia di Michel focalizzandosi sulla sua forza interiore, e su come essa gli abbia permesso di superare gli ostacoli della vita a scapito della disabilità. Il documentario è diretto dai registi italiani emergenti Francesco Termini e Matteo Sacher.

## Discografia
- 1980 - Flash (Bingow Records, BGW 3105) a nome Michel Petrucciani, Mike Zwerin, Louis Petrucciani, Aldo Romano
- 1981 - Michel Petrucciani (Owl Records, OWL 025)
- 1982 - Estate (Riviera Records, RVR-1) a nome Michel Petrucciani Trio
- 1982 - Toot Sweet (Owl Records, OWL 028) a nome Lee Konitz, Michel Petrucciani
- 1982 - Darn That Dream (Celluloid Records, CEL 6768) a nome Petrucciani Trio
- 1983 - Oracle's Destiny (Owl Records, OWL 032)
- 1984 - 100 Hearts (The George Wein Collection Records, GW-3001)
- 1984 - Note'n Notes (Owl Records, OWL 037)
- 1985 - Live at the Village Vanguard (Concord Jazz Records, GW-3006) Live, 2 LP, a nome Michel Petrucciani Trio
- 1985 - Cold Blues (Owl Records, OWL 042) a nome Michel Petrucciani, Ron McClure
- 1986 - Pianism (Blue Note Records, BT 85124) a nome Michel Petrucciani Trio
- 1987 - Power of Three (Blue Note Records, BT 85133) Live, a nome Michel Petrucciani Featuring Jim Hall and Wayne Shorter
- 1988 - Michel plays Petrucciani (Blue Note Records, B1-48679)
- 1989 - Music (Blue Note Records, B1-92563)
- 1990 - The Manhattan Project (Blue Note Records) a nome: Wayne Shorter, Michel Petrucciani, Stanley Clarke, Lenny White, Gil Goldstein, Pete Levin
- 1991 - Playground (Blue Note Records, CDP 95480)
- 1991 - Date with Time (Owl Records, 7897712) Registrazioni del 1981
- 1992 - Promenade with Duke (Blue Note Records, 0777 7 80590 28)
- 1993 - The Blue Note Years (EMI France Records, 7899162) Raccolta
- 1994 - Marvellous (Dreyfus Jazz Records, FDM 36564-2)
- 1994 - Conférence de Presse (Dreyfus Jazz Records, FDM 36568-2) a nome Eddy Louiss & Michel Petrucciani
- 1994 - Live (Blue Note Records, 0777 7 80589 2 2) Live
- 1995 - Au Théâtre des Champs-Élysées (Dreyfus Jazz Records, FDM 36570-2) Live, 2 CD
- 1995 - Conférence de Presse Vol. 2 (Dreyfus Jazz Records, FDM 36573-2) a nome Eddy Louiss & Michel Petrucciani
- 1996 - Flamingo (Dreyfus Jazz Records, FDM 36580-2) a nome Stéphane Grappelli - Michel Petrucciani, Roy Haynes, George Mraz
- 1997 - Both Worlds (Dreyfus Jazz Records, FDM 36590-2)
- 1998 - Solo Live (Dreyfus Jazz Records, FDM 36597-2)
- 1999 - Quartet (Dreyfus Jazz Records, FDM 36602-2) a nome Steve Grossman with Michel Petrucciani
- 1999 - Trio in Tokyo (Dreyfus Jazz Records, FDM 36605-2) Live, a nome Michel Petrucciani, Steve Gadd, Anthony Jackson
- 1999 - Concerts inédits (Dreyfus Jazz Records, FDM 36607-2) Live, 3 CD
- 2000 - Conversations with Michel (Go Jazz Records, GO 6043 2) a nome Michel Petrucciani, Bob Malach
- 2001 - Conversation (Dreyfus Jazz Records, FDM 36617-2) a nome Michel & Tony Petrucciani
- 2003 - Dreyfus Night in Paris (Dreyfus Jazz Records, FDM 36652-2) a nome Miller, Petrucciani, Lagrène, White, Garrett
- 2007 - Piano Solo: The Complete Concert in Germany (Dreyfus Jazz Records, FDM 46050369062) Live, 2 CD
- 2009 - Petrucciani NHØP (Dreyfus Jazz Records, FDM 46050 369312) a nome Petrucciani, Niels-Henning Ørsted Pedersen